# Norgesmesterskapet 1956
La Norgesmesterskapet 1956 di calcio fu la 51ª edizione del torneo. La squadra vincitrice fu lo Skeid, che vinse la finale contro il Larvik Turn con il punteggio di 2-1.

## Risultati

### Terzo turno
| Squadra 1  | Risultato      | Squadra 2        |
| ---------- | -------------- | ---------------- |
| Sarpsborg  | 0 - 1          | Raufoss          |
| Greåker    | 3 – 1          | Strømmen         |
| Lisleby    | 2 - 2 (d.t.s.) | Odd              |
| Asker      | 7 – 1          | SK Brage         |
| Skeid      | 6 – 2          | Mjøndalen        |
| Kapp       | 2 – 0          | Rosenborg        |
| Urædd      | 0 - 11         | Fredrikstad      |
| Strong     | 3 – 1          | Sandefjord BK    |
| Donn       | 0 - 1          | Vålerengen       |
| Viking     | 2 – 1          | Vard Haugesund   |
| Djerv 1919 | 0 - 2          | Årstad           |
| Brann      | 2 – 0          | Ulf              |
| Hødd       | 0 - 5          | Larvik Turn      |
| Molde      | 2 - 2 (d.t.s.) | Sparta Sarpsborg |
| Ranheim    | 2 - 3 (d.t.s.) | Moss             |
| Kvik       | 4 – 0          | HamKam           |

#### Ripetizione
| Squadra 1        | Risultato | Squadra 2 |
| ---------------- | --------- | --------- |
| Odd              | 5 – 3     | Lisleby   |
| Sparta Sarpsborg | 1 – 0     | Molde     |

### Quarto turno
| Squadra 1        | Risultato      | Squadra 2 |
| ---------------- | -------------- | --------- |
| Fredrikstad      | 6 – 0          | Kvik      |
| Moss             | 0 - 8          | Skeid     |
| Vålerengen       | 2 – 1 (d.t.s.) | Snøgg     |
| Raufoss          | 1 - 2 (d.t.s.) | Viking    |
| Larvik Turn      | 7 – 2          | Kapp      |
| Årstad           | 1 - 6          | Asker     |
| Odd              | 4 – 1          | Greåker   |
| Sparta Sarpsborg | 2 - 3          | Brann     |

### Quarti di finale
| Squadra 1   | Risultato      | Squadra 2   |
| ----------- | -------------- | ----------- |
| Skeid       | 5 – 1          | Odd         |
| Larvik Turn | 3 - 3 (d.t.s.) | Fredrikstad |
| Viking      | 2 – 0          | Vålerengen  |
| Asker       | 3 – 2          | Brann       |

#### Ripetizione
| Squadra 1                                       | Risultato      | Squadra 2   |
| ----------------------------------------------- | -------------- | ----------- |
| Fredrikstad                                     | 2 - 2 (d.t.s.) | Larvik Turn |
| Seconda ripetizione sul campo neutro di Horten. |                |             |
| Larvik Turn                                     | 3 – 1          | Fredrikstad |

### Semifinali
| Squadra 1 | Risultato      | Squadra 2   |
| --------- | -------------- | ----------- |
| Skeid     | 1 – 0          | Asker       |
| Viking    | 1 - 1 (d.t.s.) | Larvik Turn |

#### Ripetizione
| Squadra 1   | Risultato | Squadra 2 |
| ----------- | --------- | --------- |
| Larvik Turn | 2 – 1     | Viking    |

### Finale
| Arbitro: | Andersen |

|                          |           |            |
| Hennum 21’ Gundersen 28’ | Marcatori | 65’ Sundby |

#### Formazioni
| Skeid |  |                    |
|       |  |                    |
|       |  | Øivind Johannessen |
|       |  | Arne Winther       |
|       |  | Knut Gudem         |
|       |  | Jan Gulbrandsen    |
|       |  | Leif Belgen        |
|       |  | Jack Farem         |
|       |  | Jan Erik Wold      |
|       |  | Hans Nordahl       |
|       |  | Harald Hennum      |
|       |  | Finn Gundersen     |
|       |  | Bernhard Johansen  |

| Larvik Turn |  |                    |
|             |  |                    |
|             |  | Thor Kristiansen   |
|             |  | Markus Borgersen   |
|             |  | Harry Boye Karlsen |
|             |  | Einar Danielsen    |
|             |  | Asbjørn Hansen     |
|             |  | Øivind Johansen    |
|             |  | Erling Mathisen    |
|             |  | Gunnar Thoresen    |
|             |  | Reidar Sundby      |
|             |  | Per Ljostveit      |
|             |  | Finn Rismyhr       |